# Alois Brunner
Alois Brunner (Nádkút, 1912. április 8. – Szíria, 2001 vagy 2010) osztrák SS-tiszt, Adolf Eichmann asszisztense.
Brunner 43 000 zsidót deportált Bécsből és 46 000-et Szalonikiből. Eichmann személyesen küldte 1944-ben Szlovákiába, hogy felügyelje a zsidók deportálását. A Harmadik Birodalom utolsó napjaiban még sikerült további 13 000 főt deportálnia Szlovákiából Theresienstadtba, Sachsenhausenbe, Bergen-Belsenbe és Stutthofba, akik közül kevesen maradtak életben; a többieket, köztük gyermekeket is, Auschwitzba küldték, amit egyikük sem élt túl. 1943 júniusa és 1944 augusztusa között a drancyi gyűjtőtábor parancsnoka volt, ahonnan közel 24 000 embert deportáltak.
Miután közvetlenül a második világháború után megszökött a szövetséges hatalmak fogságából, 1954-ben elmenekült Nyugat-Németországból, először Egyiptomba, majd Szíriába, és ott maradt haláláig. Több különböző csoport nyomozott utána, többek között a Simon Wiesenthal Központ, valamint Serge Klarsfeld és Beate Klarsfeld. 1954-ben Franciaországban emberiség elleni bűncselekmények vádjával távollétében halálra ítélték. 1961-ben és 1980-ban elvesztette egy szemét, illetve bal kezének ujjait, amikor ismeretlen feladótól levélbombát kapott. Hafez el-Asszad alatt a szíriai kormány közel állt ahhoz, hogy kiadja az NDK-nak, de a berlini fal leomlása 1989 novemberében meghiúsította ezt a tervet. Brunner túlélte az összes letartóztatási kísérletet, és tetteit nem bánta meg. Hosszas szíriai tartózkodása alatt menedékjogot élvezett, nagyvonalú fizetést kapott, és a kormányon levő Baasz Párt védelmében részesült, cserébe azokért a tanácsokért, amelyekkel a második világháború alatti német kínzási és kihallgatási módszereket illetően szolgált.
Az 1990-es évektől kezdve húsz éven át többször is spekulációk jelentek meg a médiában Brunner pontos hollétéről és lehetséges haláláról. 2014 novemberében a Simon Wiesenthal Központ azt jelentette, hogy Brunner meghalt Szíriában 2010-ben, és valahol Damaszkuszban temették el. A halál pontos dátuma és helye nem ismert.

## Fordítás
- Ez a szócikk részben vagy egészben  az   Alois Brunner című angol Wikipédia-szócikk ezen változatának fordításán alapul.  Az eredeti cikk szerkesztőit annak laptörténete sorolja fel. Ez a jelzés csupán a megfogalmazás eredetét és a szerzői jogokat jelzi, nem szolgál a cikkben szereplő információk forrásmegjelöléseként.